# 韮山町
韮山町（にらやまちょう）は、かつて静岡県東部の、伊豆半島に位置した町である。2005年4月1日に、大仁町と伊豆長岡町と合併し、伊豆の国市の一部となった。

## 歴史
箱根峠や伊豆府中（三島）に近いので、箱根以東の政治勢力からは、韮山は三島と列んで、伊豆国の拠点都市の一つとして見なされていた。

### 鎌倉時代
源平合戦の時期、郊外に当たる蛭ヶ小島には、源頼朝が政権によって流刑されていた。関東の武士団は、この頼朝を指導者として仰いで一体化し、鎌倉開府への道を開いた。

### 江戸時代
江戸時代には、伊豆国一帯は天領で、韮山には伊豆国の統治の拠点となる韮山代官所が置かれていた。

### 明治維新以後
明治維新の時、韮山は韮山県の県庁所在地となった。しかし、1871年（明治4年）8月29日の廃藩置県の直後に、韮山県は分割され、足柄県に属した。その後の1876年（明治9年）8月21日に足柄県は分割され、その後は静岡県に属している。
- 1877年（明治10年） - 多田村・山木村・金谷村・土手和田村・瀧山村が合併して韮山町となる。
- 1889年（明治22年） - 韮山町・四日町村・寺家村・長崎村・奈古谷村・原木村・中条村・南条村・中村・内中村が合併し、村制施行して韮山村となる。
- 1962年（昭和37年） - 韮山村が単独で町制施行して、韮山町となる。
- 2005年（平成17年）4月1日 - 伊豆長岡町、大仁町と合併し、伊豆の国市となる。

## 交通
鉄道
- 伊豆箱根鉄道駿豆線
  - 原木駅、韮山駅、伊豆長岡駅

国道
- 国道136号

## 学校
高等学校
- 静岡県立韮山高等学校
- 静岡県立伊豆中央高等学校

中学校
- 韮山町市立韮山中学校

小学校
- 韮山町市立韮山小学校
- 韮山町市立韮山南小学校

## 観光地
- 韮山反射炉
- 願成就院
- 蛭ヶ小島
- 江川邸

- 伝堀越御所跡
- 北条政子産湯の井戸

## 出身者
- 江川英龍（韮山代官）
- 北条政子（源頼朝の妻）
- 栗原幸衛（陸軍騎兵大佐・日露戦争では騎兵第一旅団司令部（秋山支隊）、NHK『坂の上の雲』）
- 仲田正之（日本史学者）
- 山下正行（伊豆の国市長）[1]